# インターコンティネンタル
インターコンティネンタル (英: Intercontinental) とは、イギリスで生産されフランス・アメリカで調教されていた競走馬である。主な勝ち鞍は、2004年のメイトリアークステークス、2005年のBCフィリー&メアターフ。
2005年のエクリプス賞最優秀芝牝馬チャンピオン。

## 戦績

### 2歳時 (2002年)
8月18日にドーヴィル競馬場にて行われた新馬戦でデビュー勝ちを果たす。続く条件戦も勝利した後に挑んだG1グランクリテリウムでは3着に入ってシーズンを終えた。

### 3歳時 (2003年)
4月18日にメゾンラフィット競馬場で行われた条件戦で始動して勝利。続く英1000ギニーは3着に敗れる。イギリスから帰国した後のG2サンドリンガム賞を3着とすると次走のリステッド競走アマンダン賞を勝利した。しかし、続くコシェル賞を2着に惜敗するとG1フォレ賞では4着に敗れてシーズンを終えることとなる。

### 4歳時 (2004年)
4歳になると、アメリカのジュドモントファームの調教師であるロバート・フランケルの元に送られ、アメリカで競走生活を送ることとなる。3月28日にサンタアニタパーク競馬場で行われた一般競走を勝利すると、次走のG3ジェニーワイリーステークスも制して重賞初制覇を飾った。続くG2ジャストアゲームBCHも連勝するも、G1ダイアナハンデキャップでは5着に敗れる。しかし、G3セネターケンマディーハンデキャップ2着の後に挑んだG1メイトリアークステークスでは2着に2馬身差をつける快勝でG1初制覇を飾った。

### 5歳時 (2005年)
G3ジェニーワイリーステークスで始動すると、ここを勝利して同レース連覇を達成する。続くG2ジャストアゲームBCHは2着に惜敗するが次走のG3ロイヤルヒロインステークスを勝利した。続くG1ジョン・C・マビーハンデキャップは3着に敗れたものの、G2パロマーBCHとギャラクシーステークスを連勝してBCフィリー&メアターフへと駒を進めた。出走馬の中には同レース連覇を狙う欧州の年度代表馬ウィジャボードもいたが、レースでは序盤からハナを取るとそのまま最後まで押し切り、2着のウィジャボードに1 1/4馬身差で勝利した。これにより、全姉バンクスヒルとの姉妹制覇を達成。翌年のエクリプス賞年度表彰では最優秀芝牝馬部門を受賞した。

## 血統表
| インターコンティネンタルの血統 | インターコンティネンタルの血統                   | インターコンティネンタルの血統                   | （血統表の出典）                                 | （血統表の出典） |
| 父系                           | ダンジグ系                                       | ダンジグ系                                       | ダンジグ系                                       | [ § 2 ]          |
| 父 Danehill 1986 鹿毛          | 父の父Danzig 1977 鹿毛                           | Northern Dancer                                  | Nearctic                                         | Nearctic         |
| 父 Danehill 1986 鹿毛          | 父の父Danzig 1977 鹿毛                           | Northern Dancer                                  | Natalma                                          |                  |
| 父 Danehill 1986 鹿毛          | 父の父Danzig 1977 鹿毛                           | Pas de Nom                                       | Admiral's Voyage                                 | Admiral's Voyage |
| 父 Danehill 1986 鹿毛          | 父の父Danzig 1977 鹿毛                           | Pas de Nom                                       | Petitioner                                       |                  |
| 父 Danehill 1986 鹿毛          | 父の母Razy Ana 1981 鹿毛                         | His Majesty                                      | Ribot                                            | Ribot            |
| 父 Danehill 1986 鹿毛          | 父の母Razy Ana 1981 鹿毛                         | His Majesty                                      | Flower Bowl                                      |                  |
| 父 Danehill 1986 鹿毛          | 父の母Razy Ana 1981 鹿毛                         | Spring Adieu                                     | Buckpasser                                       | Buckpasser       |
| 父 Danehill 1986 鹿毛          | 父の母Razy Ana 1981 鹿毛                         | Spring Adieu                                     | Natalma                                          |                  |
| 母 Hasili 1991 鹿毛            | 母の父Kahyasi 1985 鹿毛                          | Ile de Bourbon                                   | Nijinsky                                         | Nijinsky         |
| 母 Hasili 1991 鹿毛            | 母の父Kahyasi 1985 鹿毛                          | Ile de Bourbon                                   | Roseliere                                        |                  |
| 母 Hasili 1991 鹿毛            | 母の父Kahyasi 1985 鹿毛                          | Kadissya                                         | Blushing Groom                                   | Blushing Groom   |
| 母 Hasili 1991 鹿毛            | 母の父Kahyasi 1985 鹿毛                          | Kadissya                                         | Kalkeen                                          |                  |
| 母 Hasili 1991 鹿毛            | 母の母Kerali 1984 栗毛                           | High Line                                        | High Hat                                         | High Hat         |
| 母 Hasili 1991 鹿毛            | 母の母Kerali 1984 栗毛                           | High Line                                        | Time Call                                        |                  |
| 母 Hasili 1991 鹿毛            | 母の母Kerali 1984 栗毛                           | Sookera                                          | Roberto                                          | Roberto          |
| 母 Hasili 1991 鹿毛            | 母の母Kerali 1984 栗毛                           | Sookera                                          | Irule                                            |                  |
| 母系(F-No.)                    | 1号族(FN:1)                                      | 1号族(FN:1)                                      | 1号族(FN:1)                                      | [ § 3 ]          |
| 5代内の近親交配                | Northern Dancer3×5＝15.63％、Natalma4×4＝12.50％ | Northern Dancer3×5＝15.63％、Natalma4×4＝12.50％ | Northern Dancer3×5＝15.63％、Natalma4×4＝12.50％ | [ § 4 ]          |
| 出典                           | 1. 2. 3. 4.                                      | 1. 2. 3. 4.                                      | 1. 2. 3. 4.                                      | 1. 2. 3. 4.      |

全兄にフランスリーディングサイアーのダンシリ、全姉にブリーダーズカップ・フィリー&メアターフなどを勝ったバンクスヒル (Banks Hill)、全弟にマンノウォーステークス勝ちなどがあるカシーク (Cacique)、カナディアンインターナショナルステークスなどを勝ちがあるシャンゼリゼ (Champs Elysees)、半妹にメイトリアークステークス (G1) 勝ちなどがあるヒートヘイズ (Heat Haze) がいる。